# Гетеросексизм
Гетеросекси́зм (англ. heterosexism) — система взглядов и убеждений, основанная на идеях о гетеронормативности и предполагающая гетеросексуальность единственно естественной и морально, и социально приемлемой формой сексуальности человека. Не все гетеросексуалы разделяют такую идеологию, поэтому гетеросексуальность сама по себе не предполагает гетеросексизм.

## Идеология
Термин также используется для описания социальных и культурных последствий такой идеологии. Термин «гетеросексизм» образован по модели, общей с такими терминами, как сексизм (идея неравенства полов). Для описания того же явления предлагалось также слово «гетеросексуализм», но оно не прижилось, поскольку имеет терминологические коннотации не со словом «сексизм», а со словом «гомосексуализм», что вводит в заблуждение — ибо термин не имеет прямого отношения к сексуальности или сексуальной ориентации, а описывает социально-культурные реалии.

## Отличия от гомофобии
Термин «гетеросексизм» предлагался Грегори Хереком как альтернативный для термина гомофобия, не несущий при этом оскорбительного смысла и не являющийся идеологическим клише. Херек полагал, что этот термин более научно корректен и более точно концептуализирует суть явления, ставя его в один ряд с сексизмом и другими формами шовинизма, а не с фобиями.
Некоторые авторы, в частности Чарльз Сокарайдес, впрочем, указывают, что эти термины не взаимозаменяемы и гетеросексизм как таковой не равноценен и не означает гомонегативизма или гомофобии: человек может иметь искреннюю внутреннюю убеждённость в том, что только гетеросексуальность является нормальной и морально приемлемой, или искренне считать, что гетеросексуалы лучше гомосексуалов, только по причине собственной гетеросексуальности, но вместе с тем не испытывать негативного отношения к гомосексуалам или гомосексуальности.

## Гетероцентризм
Гетеросексизм не следует смешивать с гетероцентризмом. Гетероцентризм — это зачастую подсознательное предположение или допущение, что все, с кем индивид имеет дело, гетеросексуальны (если их ориентация заранее не известна), и вытекающие из этого предположения формы общения. Статистически такое предположение будет корректным в большинстве случаев (так как гетеросексуалов большинство), но в некоторых случаях может оказаться неверным. Гетероцентризм может проявляться случайным и ненамеренным образом в повседневной жизни. Например, когда женщина говорит, что идёт на романтическое свидание, многие люди спросят что-нибудь вроде: «Как его зовут?» или «А он красивый?», тем самым неявно предполагая, что речь идёт о гетеросексуальных отношениях.